# Porto Seguro
Porto Seguro est une ville brésilienne du littoral sud de l'État de Bahia.
Porto Seguro est une station balnéaire très touristique aux plages superbes. La ville a vu naître la lambada, danse très sensuelle.
Porto Seguro est le berceau du Brésil. Pedro Alvares Cabral et l'expédition portugaise qu'il commandait, y accostèrent le 22 avril 1500, prenant officiellement possession du territoire au nom de la couronne portugaise.

## Maires
| Période | Période | Identité       | Étiquette | Qualité |
| ------- | ------- | -------------- | --------- | ------- |
| 2009    | 2012    | Gilberto Abade | PSB       |         |

## Jumelages
- Setúbal (Portugal)

## Trancoso
Le village de Trancoso  est devenu un havre hippie dans les années 1970, grâce à l'aventurier français Gilbert Ethèves. Ricardo Salem, arrivé en 1976, achète 300 hectares. La destination devient branchée.

### Liens externes

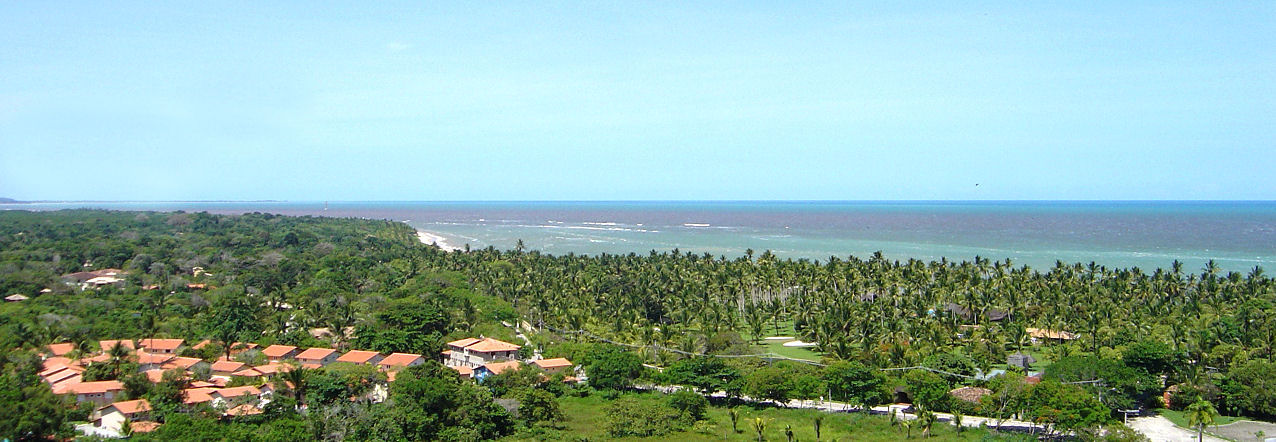
Arraial d'Ajuda

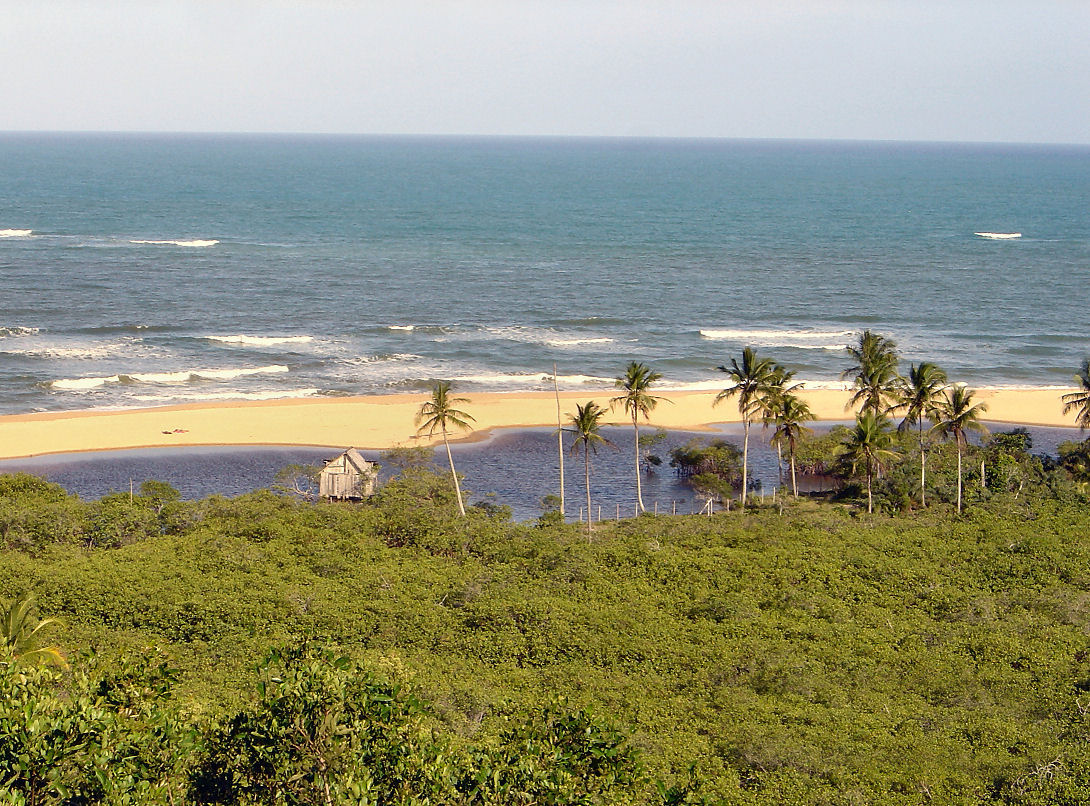
Trancoso